# 海外研修
海外研修（英語：Study abroad）或稱為「海外研學」，通常是由学校组织学生到外国学习短期课程的一种教育方式。海外研修学生可能和其他学生或寄宿家庭一起住在学校宿舍或公寓房间。研修時間大概為一個星期，通常用於學期及學年之間的假期。
学习的主题是多样的。一些学生选择海外研修是因为想在说母语的人中学一门语言。

## 历史
海外研修起源于德拉瓦大學。在1923年，Raymond W. Kirkbride教授将一个由八位学生组成的小组派往法国巴黎学习。当时，在其他国家学习的概念并不是一种传统或主流的想法；这个做法一开始被叫做“国外学习计划”，有一段时间去海外研修被认为是主修外语的学生才可能作出的选择，当然，这种看法现在已经改变了。

## 原因和动机
海外研修的原因有很多。将自己沉浸于异国文化并拥有在自己国家从未有过的经历对于一些学生来说像是个机会。某些情况下，海外研修学生或许是为了在国外学习的过程中体验与自己国家不同的社会风俗。
如上所说，学生海外研修的目的之一是为了努力拓展自己在自己国家的大学里无法遇到的人生机遇。学习语言是一个最普遍的理由。另一个目的是去新的地方旅行和体验。在一个日益全球化的世界里，许多学生出国留学同时也是为了增强他们的就业前景。
出国学习也是外交的一种形式，不同国家来的学生可以互相影响，克服和体验文化的差异和同外国人建立关系。这是个人层面上的国际关系，并且对全球化趋势的一种贡献。

## 游学生和交换生对比
學生能透過他們來自的大學、海外升學公司或直接透過外國大學參加計畫。雖然多數大學希望他們的學生透過他們的計畫到海外升學，這可能是有限制的。海外升學公司通常更靈活的，有更多的選擇和提供機會接觸國家其他地方的學生。另一個海外升學公司能提供而大學不能提供的選擇，是能在夏天期間到只集中於教學生一種外語的語言學院學習。最獨立的海外升學模式是直接到外國大學註冊，有些外國大學安排跟其他海外留學生一起上課，有些則提供與本地生一樣的正規課程。但是，學生應該非常獨立和對國家的語言有良好的認識。
到海外升學的費用不一，有時直接在外國大學註冊較參與本地大學的交流計畫便宜，但是本地大學大多較便宜，這是因為由於相互作用引致的交涉費用和學費改變。

## 必要步骤
雖然不同機構的要求不同，但是到海外升學必須經過幾個步驟。許多國內大學設置負責海外升學的辦公室。第一步是找尋有興趣的計畫，申請程序會因需不同的計畫而調整，而希望到海外升學的學生也必須獲得必要的旅遊證件，包括護照、簽證和某些醫療机构的证明。獲得簽證可能是一個需要許多文書工作的費時過程，因此最好預先開始簽證過程以避免延遲和問題。
學生必須安排寄宿，有些學校提供住宿，其他計畫可能會要求學生負責自己的膳宿供應。在外國安排居住地方可能十分困難，多數學生在出發前已知道他們留宿的地方，但有些學生只安排臨時住宿，抵達後才尋找一個長期的住所。除了語言障礙和不能親自看公寓外，不同的文化有不同的習慣和簽約、下訂和付款的程序。近年互聯網的興起令尋找外地的公寓更加容易，這往往更是尋找的開始途徑。曾到海外升學的人的忠告是不可缺少的，而報章雜誌和其他出版物也可幫助選擇目的地。

## 參看
- 留學

## 外部連結
- 中的“Studying abroad”